# Seidath Konabe Tchomogo
Seidath Kenabe Tchomogo (13 d'agost, 1985) és un futbolista de Benín.
Defensa els colors de l'East Riffa Club.
Formà part de la selecció de Benín a la Copa d'Àfrica de Nacions 2004 i 2008. També disputà el Campionat del Món Juvenil de 2005 als Països Baixos.